# Troglohyphantes machadoi
Espèce
Troglohyphantes machadoi est une espèce d'araignées aranéomorphes de la famille des Linyphiidae.

## Distribution
Cette espèce est endémique d'Espagne. Elle se rencontre dans les provinces de Burgos, de Cantabrie, de Biscaye et de Lugo.

## Description
Le mâle holotype mesure 4,08 mm et la femelle paratype 4,84 mm.

## Systématique et taxinomie
Cette espèce a été décrite par Barrientos, Castro et Fernández-Pérez en 2023.

## Étymologie
Cette espèce est nommée en l'honneur d'António de Barros Machado.

## Publication originale
- Barrientos, Prieto, Castro, Fernández-Pérez, Mederos & Brañas, 2023 : « Especies ibéricas del género Troglohyphantes Joseph, 1882 (Araneae, Linyphiidae). » Revista Ibérica de Aracnología, no 42, p. 3-66.